# M/S Vaalaren
M/S Vaalaren var ett svenskt lastfartyg som försvann med man och allt i Nordatlanten efter torpedanfall av tyska ubåtar på dess konvoj efter 5 april 1943.

## Historik
Rederi AB transatlantic skonades i början av kriget från krigsförlisningar. Först 14 månader efter krigsutbrottet sänktes S/S Anten. 1941 förlorade rederiet inga fartyg, 1942 började med M/S Yngarens förlisning och sedan drabbades M/S Tisnaren, M/S Eknaren, M/S Hammaren och M/S Remmaren av samma öden. På sjuårsdagen av Vaalarens sjösättning nåddes Sverige av budskapet om fartygets krigsförlisning.
Fartyget hade byggts som kombinerat last och passagerarfartyg, en "turistbåt", för rederiets Sydafrikalinje och namnet Vaalaren är en form av Transvaal. Hon var ett elegant fartyg med 11 passagerarhytter och manskapsinredningen var förlagd längst akter i mellandäck med tvåmanshytter och tvättrum. Matsalongens inredning bestod av bröstpanel i polerad Göteborgs-Alm med lister och inläggningar av amerikansk och italiensk Valnöt, Platana och Gonzales Alves. Ovanför bröstpanelerna var skotten målade i en blå färgton. Taket var helt inklätt med fyllningar av kryssfanér med mittpartiet belagt med äkta bladguld och undersidan av balkarna samt fälten närmast väggarna var målade i röd Carminfärg. Mattbeläggningen var av Ruboleum, varpå inlagts äkta Wiltonmatta i diskreta färger. Möblerna var handgjorda i björk, etc - En torped i sidan skickar alltsammans till botten.
1938 anlöpte Vaalaren Las Palmas och intog last till Göteborg av bananer och tomater. Resan gick till Sverige på sex dygn, en snabb resa för ett lastfartyg. Det var första gången som direktimport av bananer förekom från Kanarieöarna till Sverige, tidigare laster hade transiterats över Hamburg eller Rotterdam.

## Förlisningen
Vaalaren hade sedan våren 1940 gått utanför Skagerackspärren. Den 25 mars 1943 lämnade Vaalaren New York i konvoj för att gå till Liverpool. Konvojen angreps den 5 april av tyska ubåtar, varvid konvojen skingrades. Vaalaren och ett tankfartyg bröt sig ur konvojen, medan anfallet pågick. SOS-signaler uppfattades därefter från tankfartyget, men inga livstecken erhölls från Vaalaren. Alla efterforskningar rörande fartygets och de ombordvarandes öden, lämnade inga resultat. Troligen hade fartyget torpederats, varvid hela besättningen omkommit.